# Aspley Guise
Aspley Guise est un village et une paroisse civile britannique du Central Bedfordshire.